# Massimo Cacciari
Massimo Cacciari (n. 5 iunie 1944, Veneția, Italia) este un filosof și politician italian.